# ヴァイオリン協奏曲 (チャイコフスキー)
チャイコフスキーのヴァイオリン協奏曲ニ長調 作品35は、1878年に作曲されたヴァイオリンと管弦楽のための協奏曲。

## 作曲の経緯

### 着想そして作曲へ
1877年、メック夫人から毎年年金を贈られることになったチャイコフスキーは、ジュネーヴ湖畔のクラランに静養に出かけ、ここを拠点に作品の構想や楽想を練ったりイタリアへ足を延ばして風光明媚な南国の風物に親しんだりした。そのおかげで、この時期、創作意欲が旺盛になり、交響曲第4番や歌劇『エフゲニー・オネーギン』などを完成させた。翌1878年4月、友人でヴァイオリニストのイオシフ・コテックが、3年前にパブロ・デ・サラサーテが初演して大成功を収めたエドゥアール・ラロのヴァイオリン協奏曲第2番《スペイン交響曲》ニ短調作品21の譜面を携えてクラランのチャイコフスキーの許を訪ねてきた。チャイコフスキーは早速この『スペイン交響曲』を研究し、その研究の成果物として本作は着想されたようである。コテックのクララン滞在中、わずか11日で本作のスケッチをおこない、その2週間後にはスコアリングが完成した。

### 初演とその後
チャイコフスキーは完成した楽譜を早速メック夫人に送ったが、夫人から賞賛の声を聞くことはできなかった。当時ロシアで最も偉大なヴァイオリニストとされていたペテルブルク音楽院教授レオポルト・アウアーにも楽譜を送ったが、アウアーはそれを読むと演奏不可能として初演を拒絶した。
結局初演は、後にライプツィヒ音楽院教授となったロシア人ヴァイオリニストのアドルフ・ブロツキーの独奏、ハンス・リヒター指揮ウィーン・フィルハーモニー管弦楽団の演奏で、1881年12月4日に行われた。
しかし、指揮者も楽団員も作品を好まず、全くの無理解のうちに演奏を行ったため、その演奏はひどい有様であったという。このため聴衆も批評家もこの作品をひどく批判した。特に、エドゥアルト・ハンスリックはその豊かな民族色に辟易し「悪臭を放つ音楽」とまで言い切った（同レビューにおいて「プロポーションがあり、音楽的で、天才性が欠けているわけではない」とも書いている）。
しかし、ブロツキーは酷評にひるむことなく、様々な機会にこの作品を採り上げ、しだいにこの作品の真価が理解されるようになった。初演を拒絶したアウアーも後にはこの作品を演奏するようになり、弟子のエフレム・ジンバリスト、ヤッシャ・ハイフェッツ、ミッシャ・エルマンなどにこの作品を教え、彼らが名演奏を繰り広げることで、4大ヴァイオリン協奏曲と呼ばれるまでに評価が高まったのである。
この作品は、いち早くその真価を認め、初演を行い、世界中で演奏を行うことによりその普及に尽力した恩人アドルフ・ブロツキーに献呈された。
なお、古くからアウアーが大幅にカットを施した版による演奏が一般的だったが、近年のチャイコフスキー国際コンクールではこの曲を演奏する場合にノーカットを定めている。また、その他でも近年は、ロシアのヴァイオリニストを中心にノーカットで演奏を行うケースが増えている。カット無し完全版のCDは、1979年録音のギドン・クレーメル独奏、ロリン・マゼール指揮、ベルリン・フィルハーモニー管弦楽団のドイツ・グラモフォン盤が日本で最初にリリースされている。

## 楽器編成
独奏ヴァイオリン、フルート2、オーボエ2、クラリネット2、ファゴット2、ホルン4、トランペット2、ティンパニ、弦楽五部

## 演奏時間
約36分

## 作品の内容
第1楽章 アレグロ・モデラート − モデラート・アッサイ ニ長調
ソナタ形式。　18分ー19分。オーケストラの第1ヴァイオリンが奏でる導入主題の弱奏で始まる序奏部アレグロ・モデラートでは、第1主題の断片が扱われる。やがて独奏ヴァイオリンがゆったりと入り、主部のモデラート・アッサイとなる。悠々とした第1主題は独奏ヴァイオリンによって提示される。この主題を確保しつつクライマックスを迎えた後静かになり、抒情的な第2主題がやはり独奏ヴァイオリンにより提示される。提示部は終始独奏ヴァイオリンの主導で進む。展開部はオーケストラの最強奏による第1主題で始まる。途中から独奏ヴァイオリンが加わりさらに華やかに展開が進み、カデンツァとなる。メンデルスゾーンのヴァイオリン協奏曲と同様に展開部の後にカデンツァが置かれており、すべての音が書き込まれている。カデンツァの後再現部となり、オーケストラと独奏ヴァイオリンが第1主題を静かに奏でる。徐々に音楽を広げて行きながら型通りに第2主題を再現する。ここから終結に向け音楽が力と速度を増してゆく中、独奏ヴァイオリンは華やかな技巧で演奏を続け、最後は激しいリズムで楽章を閉じる。
第2楽章 カンツォネッタ アンダンテ ト短調
複合三部形式。6分ー7分。管楽器だけによる序奏に続いて独奏ヴァイオリンが愁いに満ちた美しい第1主題を演奏する。第2主題は第1主題に比べるとやや動きのある主題で、やはり独奏ヴァイオリン主体で演奏される。第1主題が回帰してこれを奏でた後、独奏ヴァイオリンは沈黙し、管弦楽が切れ目なく第3楽章へと進む。
第3楽章 アレグロ・ヴィヴァチッシモ ニ長調
ロンドソナタ形式。10分ー11分。第1主題を予告するようなリズムの序奏の後、独奏ヴァイオリンが第1主題を演奏する。この主題はロシアの民族舞曲トレパークに基づくもので、激しいリズムが特徴である。しかし演奏者によって全て演奏されないこともあり、一部省略する録音や演奏もある。やや速度を落とし、少し引きずる感じの第2主題となるがすぐに元の快活さを取り戻す。だが、この後さらにテンポを落とし、ゆるやかな音楽となる。やがて独奏ヴァイオリンが第1主題の断片を演奏し始めると徐々に最初のリズムと快活さを取り戻し、第1主題、第2主題が戻ってくる、最後は第1主題による華やかで熱狂的なフィナーレとなり、全曲を閉じる。

## 主要録音
アイザック・スターン（独奏）、ユージン・オーマンディ（指揮）、フィラデルフィア管弦楽団（1959年）
BBCミュージック・マガジンは、下記ベスト録音に次ぐ3録音に含め、アウアー版を使用しているため「より直接的な構造的動機をもった演奏」となっており、「この作品の潜在的な熱気をさらに高めている」と評した。
ダヴィッド・オイストラフ（独奏）、ディミトリ・ミトロプーロス（指揮）、ニューヨーク・フィルハーモニック（1959年）
オールミュージックの専門家レビューは5/5点をつけ、オイストラフについて「甘美さと軽やかさとともに溶け合う」演奏であると評した。
チョン・キョンファ（独奏）、アンドレ・プレヴィン（指揮）、ロンドン・フィルハーモニー管弦楽団（1970年）
オールミュージックの専門家レビューは5/5点をつけ、チョンの演奏について「歯切れの良さと流動性の驚くべき組み合わせ」を技術面で評価するとともに、それ以上に感情の幅広さや「深い決断と意志の感覚」を評価している。
アルテュール・グリュミオー（独奏）、ヤン・クレンツ（指揮）、フィルハーモニア管弦楽団（1975年）
オールミュージックの専門家レビューは5/5点をつけ、グリュミオーについて「感傷的になりすぎない優雅な演奏と、センチメンタルとは違う感情的な解釈」であると評した。
ヴァディム・レーピン（独奏）、ヴァレリー・ゲルギエフ（指揮）、キーロフ管弦楽団（2002年）
BBCミュージック・マガジンは、下記ベスト録音に次ぐ3録音に含め、第2楽章はとくに心を刺す演奏であり、この録音において本作は、作曲家の「回復の喜びに満ちた状態」への比喩となっているかのようであると評した。また、オールミュージックの専門家レビューは4.5/5点をつけ、「微笑んでいるような」演奏であると評した。
ユリア・フィッシャー（独奏）、 ヤコフ・クライツベルク（指揮）、ロシア・ナショナル管弦楽団（2006年）
BBCミュージック・マガジンは、本作のベスト録音として挙げ、「ソリストとオーケストラの両方がチャイコフスキーの高揚した想像力の波に乗る」ことに成功しており、完璧な解釈であると評した。また、オールミュージックの専門家レビューは4/5点をつけ、革新的ではないものの、本作を最初に聴く録音としては適していると評した。
リサ・バティアシュヴィリ（独奏）、 ダニエル・バレンボイム（指揮）、シュターツカペレ・ベルリン（2016年）
BBCミュージック・マガジンは、上記ベスト録音に次ぐ3録音に含め、バティアシュヴィリについて、作曲家の「心が籠もったインスピレーションを美しく表現」しており、とくにカデンツァは突出していると評した。また、オールミュージックの専門家レビューは4.5/5点をつけている。
ヤッシャ・ハイフェッツ（独奏）、フリッツ・ライナー（指揮）、シカゴ交響楽団(1957年)

## 伴奏音楽としての利用例
- 映画『オーケストラ!』（2009年・フランス） - ストーリーにおいて中心的な役割を果たし、クライマックスでは演奏シーンが12分間映し出される。
- テレビドラマ『のだめカンタービレ』（2008年・フジテレビ） - 2008年1月5日放送の特別編で、千秋真一が『プラティニ国際指揮者コンクール』の本選の課題曲として指揮。第1楽章と第3楽章がハイライトされた。
- 映画『殺したいほど愛されて』（1984年・アメリカ） - 指揮者夫妻とヴァイオリニストを主要人物とするサスペンスコメディであり、劇中演奏会のメイン曲目および伴奏音楽として、第1楽章、第3楽章を中心に演奏される。吹き替え演奏はピンカス・スッカーマンとレナード・スラットキン指揮ロスアンセルス・フィルが担当。
- 第1楽章
  - 映画『絆 -きずな-』（1998年・東宝） - イメージソング・劇中で役者として出演したヴァイオリニスト川井郁子が演奏 。
  - 髙橋大輔（フィギュアスケート男子シングル） - ショートプログラム使用曲（2006-2007年シーズン）

- 第3楽章
  - 映画『北京ヴァイオリン』（2002年・中国） - クライマックスのコンサート会場と北京駅構内でそれぞれライバルと主人公が演奏する。

## 関連楽曲
- チャイコフスキーのヴァイオリン独奏を伴う管弦楽作品としては他に『憂鬱なセレナード』変ロ短調 作品26などがある。
- この曲の第3楽章の第1主題のソロ部分のリズムは、メンデルスゾーンのヴァイオリン協奏曲第3楽章の第1主題のリズムとそっくりである。これに倣って、山本直純がその2つの曲を交互に繋げた「ヴァイオリン狂騒曲『迷混』」というパロディ音楽を作曲した。
- 日本のへヴィメタルバンドGALNERYUSは、この曲をモチーフとした「ANGEL OF SALVATION」（同名アルバム『ANGEL OF SALVATION』収録）を2012年に発表している。
- ビリー・ジョエルの「レニングラード」の前奏および後奏のメロディは、第1楽章の第1主題の変形である。